# NGC 2051
NGC 2051 (другое обозначение — ESO 56-SC169) — рассеянное скопление в созвездии Столовой Горы, расположенное в Большом Магеллановом Облаке. Открыто Джоном Гершелем в 1834 году. Эксцентриситет и ориентация различных изофот этого скопления одинаковы. Возраст скопления составляет 70—200 миллионов лет.
Этот объект входит в число перечисленных в оригинальной редакции «Нового общего каталога».